# Megachile frankieana
Megachile frankieana là một loài Hymenoptera trong họ Megachilidae. Loài này được Raw mô tả khoa học năm 2006.